# Gregory Chaitin
Gregory John Chaitin (Chicago, 25 giugno 1947) è un matematico e informatico argentino naturalizzato statunitense.
È noto per i contributi alla metamatematica, tra cui la definizione della costante di Chaitin.

## Biografia
Gregory John Chaitin nasce a Chicago nel 1947. Figlio di emigranti argentini è considerato uno dei fondatori della filosofia digitale. A partire dagli anni sessanta ha contribuito alla teoria algoritmica dell'informazione che si occupa della complessità dei programmi, arricchendo la teoria dell'informazione di Claude Shannon con la teoria della computabilità di Alan Turing. Gregory Chaitin è conosciuto per di più per le sue ricerche sulla complessità algoritmica e per i teoremi limitativi, tra questi troviamo l'ampliamento del teorema dell'incompletezza di Kurt Gödel. All'età di quarantotto anni riceve la laurea honoris causa dall'Università del Maine con sede a Orono e nel 2002 riceve il titolo di professore onorario dall'Università di Buenos Aires in Argentina. Al presente Gregory Chaitin è un professore ospite presso il dipartimento di Computer Science dell'Università di Auckland in Nuova Zelanda e presidente onorario della commissione scientifica del Valparaíso Complex System Institute (Cile). Chaitin ha pubblicato molteplici libri e diversi articoli, alcuni di questi reperibili integralmente anche in rete. È stimato come programmatore, come matematico, come fisico e come filosofo digitale.

## Teorema di Chaitin
Dopo le tesi di Kurt Gödel, i matematici sono diventati consapevoli del fatto che la loro materia peccava di diverse limitazioni. Gregory Chaitin ha scovato nel simbolo della costante numerica Omega il concetto chiave per confermare l'incompletezza della sua disciplina. Chaitin cercando di calcolare le probabilità che ha un programma informatico generato casualmente di fermarsi (il problema della fermata di Alan Turing)  si è reso conto che quel numero è definito ma non può essere calcolato. Omega, evocativamente chiamato anche numero di Chaitin rappresenta la somma delle probabilità che ha quel programma di arrestarsi.

## Filosofia digitale
Il computer, afferma Chaitin, è un nuovo meraviglioso concetto filosofico e matematico; un'idea rivoluzionaria, un congegno pratico, capace di modificare la società. A parer di Chaitin l'universo è scritto in un linguaggio informatico e i suoi caratteri sono i bit. Il filosofo mostra una visione moderna dell'idea Pitagorica la quale identifica nel numero il principio di tutte le cose. Tutto è algoritmo. La metafisica permette a Chaitin di giungere con la sua filosofia digitale all'esattezza e all'essenzialità degli oggetti. La sostanza di un oggetto è il suo contenuto di informazione algoritmica. Leibniz architetta il codice binario e Chaitin lo fa elevare a linguaggio dell'universo.

## Opere
- Information, Randomness & Incompleteness (World Scientific 1987) (online)
- Algorithmic Information Theory (Cambridge University Press 1987) online
- Information-theoretic Incompleteness (World Scientific 1992) (online)
- The Limits of Mathematics (Springer-Verlag 1998)
- The Unknowable (Springer-Verlag 1999)
- Exploring Randomness (Springer-Verlag 2001)
- Conversations with a Mathematician (Springer-Verlag 2002)
- From Philosophy to Program Size (Tallinn Cybernetics Institute 2003)
- Meta Math!: The Quest for Omega (Pantheon Books 2005) (rist. Meta Maths: The Quest for Omega, Atlantic Books 2006) (arXiv preprint), tr. it. Alla ricerca di Omega (Adelphi 2007)
- Teoria algoritmica della complessità (Giappichelli 2006)
- Thinking about Gödel & Turing (World Scientific 2007)
- Mathematics, Complexity and Philosophy (Editorial Midas 2011)
- Gödel's Way (CRC Press 2012)
- Proving Darwin: Making Biology Mathematical (Pantheon Books 2012), tr. it. Darwin alla prova: l'evoluzione vista da un matematico (Codice 2013)

### Libri
- Gregory Chaitin, Teoria algoritmica della complessità, Torino, Giappichelli, 2006, ISBN 88-348-6398-4.
- Gregory Chaitin, Alla ricerca di Omega, Milano, Adelphi, 2007, ISBN 978-88-459-2205-3.
- Gregory Chaitin, Darwin alla prova : l'evoluzione vista da un matematico, Torino, Codice, 2013, ISBN 978-88-7578-357-0.
- Giuseppe Longo, Bit Bang, Apogeo Education, 2013, ISBN 978-88-387-8995-3.

### Saggi brevi
- Gregory Chaitin, Numeri, caso e sequenze, Milano, Le Scienze, 1988. (a cura di Roberto Magari)
- Gregory Chaitin, Logica, Milano, Le Scienze, 1991. (a cura di Corrado Mangione)
- Vincenzo Manca, Logica matematica: strutture, rappresentazioni, deduzioni, Torino, Bollati Boringhieri, 2001, ISBN 88-339-5656-3. (contiene un saggio di Gregory Chaitin)